# Fontaine-sur-Ay
Fontaine-sur-Ay és un municipi francès, situat al departament del Marne i a la regió del Gran Est. L'any 2007 tenia 302 habitants.

## Demografia

### Població
El 2007 la població de fet de Fontaine-sur-Ay era de 302 persones. Hi havia 109 famílies, de les quals 16 eren unipersonals (8 homes vivint sols i 8 dones vivint soles), 36 parelles sense fills i 57 parelles amb fills.
La població ha evolucionat segons el següent gràfic:
Habitants censats

### Habitatges
El 2007 hi havia 120 habitatges, 109 eren l'habitatge principal de la família, 6 eren segones residències i 5 estaven desocupats. 119 eren cases i 1 era un apartament. Dels 109 habitatges principals, 100 estaven ocupats pels seus propietaris, 8 estaven llogats i ocupats pels llogaters i 1 estava cedit a títol gratuït; 2 tenien dues cambres, 7 en tenien tres, 14 en tenien quatre i 86 en tenien cinc o més. 104 habitatges disposaven pel capbaix d'una plaça de pàrquing. A 30 habitatges hi havia un automòbil i a 74 n'hi havia dos o més.

### Piràmide de població
La piràmide de població per edats i sexe el 2009 era:
| Homes | Edats   | Dones |
| ----- | ------- | ----- |
| 0     | 95 o +  | 0     |
| 0     | 90 a 94 | 0     |
| 0     | 85 a 89 | 0     |
| 0     | 80 a 84 | 0     |
| 0     | 75 a 79 | 4     |
| 8     | 70 a 74 | 8     |
| 0     | 65 a 69 | 4     |
| 4     | 60 a 64 | 8     |
| 8     | 55 a 59 | 4     |
| 16    | 50 a 54 | 4     |
| 8     | 45 a 49 | 16    |
| 4     | 40 a 44 | 16    |
| 8     | 35 a 39 | 0     |
| 20    | 30 a 34 | 24    |
| 4     | 25 a 29 | 8     |
| 16    | 20 a 24 | 12    |
| 4     | 15 a 19 | 4     |
| 4     | 10 a 14 | 8     |
| 12    | 5 a 9   | 8     |
| 0     | 0 a 4   | 8     |

## Economia
El 2007 la població en edat de treballar era de 197 persones, 154 eren actives i 43 eren inactives. De les 154 persones actives 149 estaven ocupades (82 homes i 67 dones) i 5 estaven aturades (1 home i 4 dones). De les 43 persones inactives 14 estaven jubilades, 19 estaven estudiant i 10 estaven classificades com a «altres inactius».

### Ingressos
El 2009 a Fontaine-sur-Ay hi havia 111 unitats fiscals que integraven 320,5 persones, la mediana anual d'ingressos fiscals per persona era de 24.298 €.

### Activitats econòmiques
Dels 18 establiments que hi havia el 2007, 1 era d'una empresa extractiva, 1 d'una empresa alimentària, 2 d'empreses de construcció, 5 d'empreses de comerç i reparació d'automòbils, 3 d'empreses d'hostatgeria i restauració, 2 d'empreses financeres, 1 d'una empresa immobiliària i 3 d'empreses de serveis.
Dels 4 establiments de servei als particulars que hi havia el 2009, 1 era un paleta, 1 fusteria, 1 veterinari i 1 restaurant.
L'any 2000 a Fontaine-sur-Ay hi havia 13 explotacions agrícoles que ocupaven un total de 84 hectàrees.

## Equipaments sanitaris i escolars
El 2009 hi havia una escola elemental integrada dins d'un grup escolar amb les comunes properes formant una escola dispersa.

## Poblacions més properes
El següent diagrama mostra les poblacions més properes.